# Phytocoris maricopae
Phytocoris maricopae är en insektsart som beskrevs av Stonedahl 1988. Phytocoris maricopae ingår i släktet Phytocoris och familjen ängsskinnbaggar. Inga underarter finns listade i Catalogue of Life.